# Stânceni
Stânceni (węg. Gödemesterháza) – wieś w Rumunii, w okręgu Marusza, w gminie Stânceni. W 2011 roku liczyła 692 mieszkańców.